# Державний лісовий природний резерват «Семей-ормани»
Державний лісовий природний резерват «Сємєй-ормани» (каз. «Семей орманы» мемлекеттік орман табиғи резерваты) розташований у Бескарагайському, Бородуліхінському, Жармінському, Абайському, Аягозькому, Кокпектинському районах Абайської області та землях міста Семей.
Створено постановою Уряду Республіки Казахстан № 75 «Про реорганізацію окремих державних установ Комітету лісового та мисливського господарства Міністерства сільського господарства Республіки Казахстан» від 22 січня 2003 року з метою збереження та відновлення унікальних стрічкових борів Прііртишя, які виконують важливі захисні функції та мають наукову культурну та рекреаційну цінність, шляхом злиття Бегенєвського, Бородуліхінського, Букебаївського, Долонського, Жанасемейського, Жармінського, Канонерського, Морозівського, Новошульбінського та Семипалатинського державних установ з охорони лісів та тваринного світу.

## Місцезнаходження та кордони
Стрічкові бори розташовані у північній частині Абайської області. Території Бегеневського, Бородуліхінського, Букебаєвського, Долонського (без заплавних лісів), Жанасемейського, Канонерського, Морозівського, Новошульбінського, Семипалатинської (без заплавних лісів) філій відносяться до степової широтно-географічної зони. Територія Жармінської філії — до пустельної широтно-географічної зони.
Також державній установі «Семей-ормани» передано ботанічні заказники «Алет», «Солдатська щілина» та Урджарський.

## Клімат
Клімат регіону в цілому характеризується як різко континентальний, з холодною відносно малосніжною зимою та спекотним посушливим літом.

## Флора і фауна
У степовій зоні, в підзоні сухих ковильно-типчакових степів зі зростанням стрічкових борів, поширені лось, козуля, кабан, вовк, лисиця, корсак, борсук, пищухи.
Із птахів переважають жайворонки, сіра куріпка, степовий орел, степовий лунь, на водоймах — водоплавна дичина. На території Жармінської філії обраховані архар, рись, тхор, ласка, сурок, бурий ведмідь.
На території резервату трапляються тварини, занесені в Червону книгу РК — чорний лелека, Лебідь-кликун, скопа, беркут, орлан-білохвіст, балабан, журавль-красавка, сапсан, змієїд, червоновола казарка, косар, архар.